# 오금역
오금역(梧琴驛, Ogeum station)은 대한민국 서울특별시 송파구 오금동과 가락동에 걸쳐 있는 수도권 전철 3호선과 5호선 마천지선의 전철역이자 환승역이다. 수도권 전철 3호선은 이 역부터 압구정역까지 지하 구간이다. 수도권 전철 3호선은 이 역부터 지축역까지 서울교통공사 구간이다. 수도권 전철 3호선은 심야에 1편성이 주박한다. 이 역부터 구파발역까지 서울특별시 구간이다.

## 역사
- 1996년 3월 30일(토요일) : 서울 지하철 5호선 강동~마천 구간 추가 개통과 함께 영업 개시
- 2010년 2월 18일(목요일) : 수도권 전철 3호선 수서~오금 구간 길이 연장 개통과 함께 종착역으로 환승역이 됨
- 2025년 : 수도권 전철 3호선 오금역~하남시청 구간 길이 연장 착공
- 2033년 : 수도권 전철 3호선 오금역~하남시청 구간 길이 연장 개통과 함께 예정

## 개요
심야에 수도권 전철 3호선 1편성이 주박한다.

## 특징
역번호가 52로 같은 게 특징이다.

## 역 구조
두 노선 모두 2면 2선의 상대식 승강장을 갖춘 지하역이며, 완전밀폐형 스크린도어가 설치되어 있다. 개통은 수도권 전철 5호선이 앞섰으나 당초부터 수도권 전철 3호선 수서역~오금역 구간 연장 개통 및 환승을 대비하여 건설되었다. 수도권 전철 3호선 역은 기존 마천지선 역에 증설되는 형태로 건설되어 출입구와 대합실 1부를 공유한다. 개찰구는 두 역 모두 각각 지하 1층에 있으며, 지하 3층에 환승 통로가 설치되어 있다. 승강장은 마천지선이 지하 2층에, 수도권 전철 3호선이 지하 4층에 있다. 수도권 전철 3호선의 경우 이 역 진입 전에 건넘선이 존재하여 상행 선로(대화 방향)를 이용해 역주행해 대화 방향 승강장에 정차한 후 회차선을 거치지 않고, 바로 회차해 대화·구파발행으로 바뀐 채로 운행할 때가 가끔 있으며, 이 때가 X자형 선로를 이용하게 되는 것이다. 출입구는 7개다. 1·2·7번 출입구는 오금동에 있고, 3번~6번 출입구는 가락동에 있다.

### 3호선 승강장
| 경찰병원 ↑ |
| \| 상      |
| 시·종착역  |

| 상행 | ● 수도권 전철 3호선 | 수서 · 도곡 · 교대 · 옥수 · 충무로 · 대화 방면 |
| 하행 | ● 수도권 전철 3호선 | 당역 종착                                      |

### 5호선 승강장
| 방이 ↑ |
| \| 상  |
| ↓ 개롱 |

| 상행 | ● 수도권 전철 5호선 | 올림픽공원 · 강동 · 여의도 · 방화 방면 |
| 하행 | ● 수도권 전철 5호선 | 개롱 · 거여 · 마천 방면                |

## 주변
- 서울가동초등학교
- 가락2동행정복지센터
- 석촌중학교
- 서울송파경찰서
- 서울송파우체국
- 서울신가초등학교
- 오금고등학교
- 오금공원
- 오금동행정복지센터
- 오금중학교

## 사진

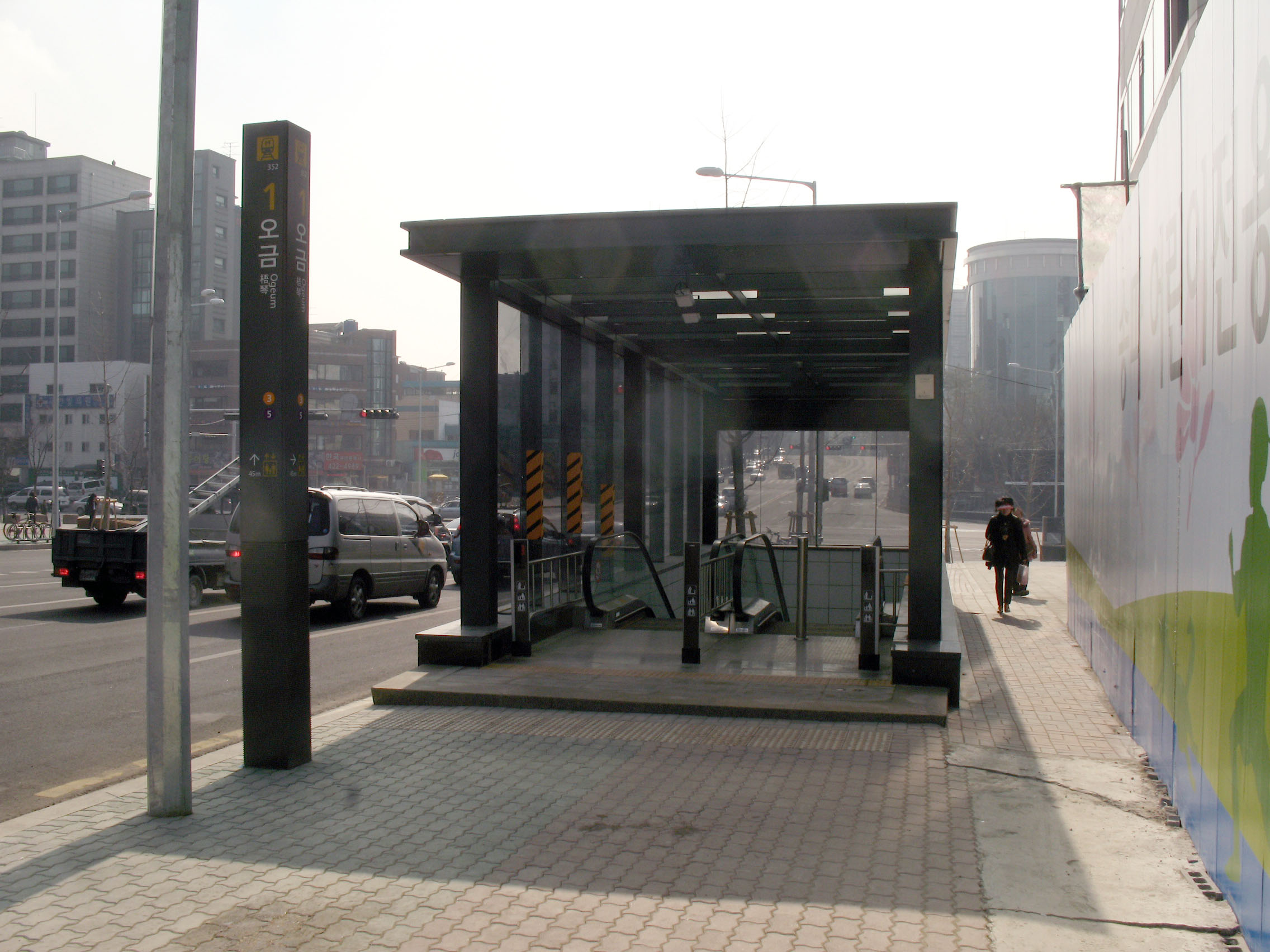
1번 출입구
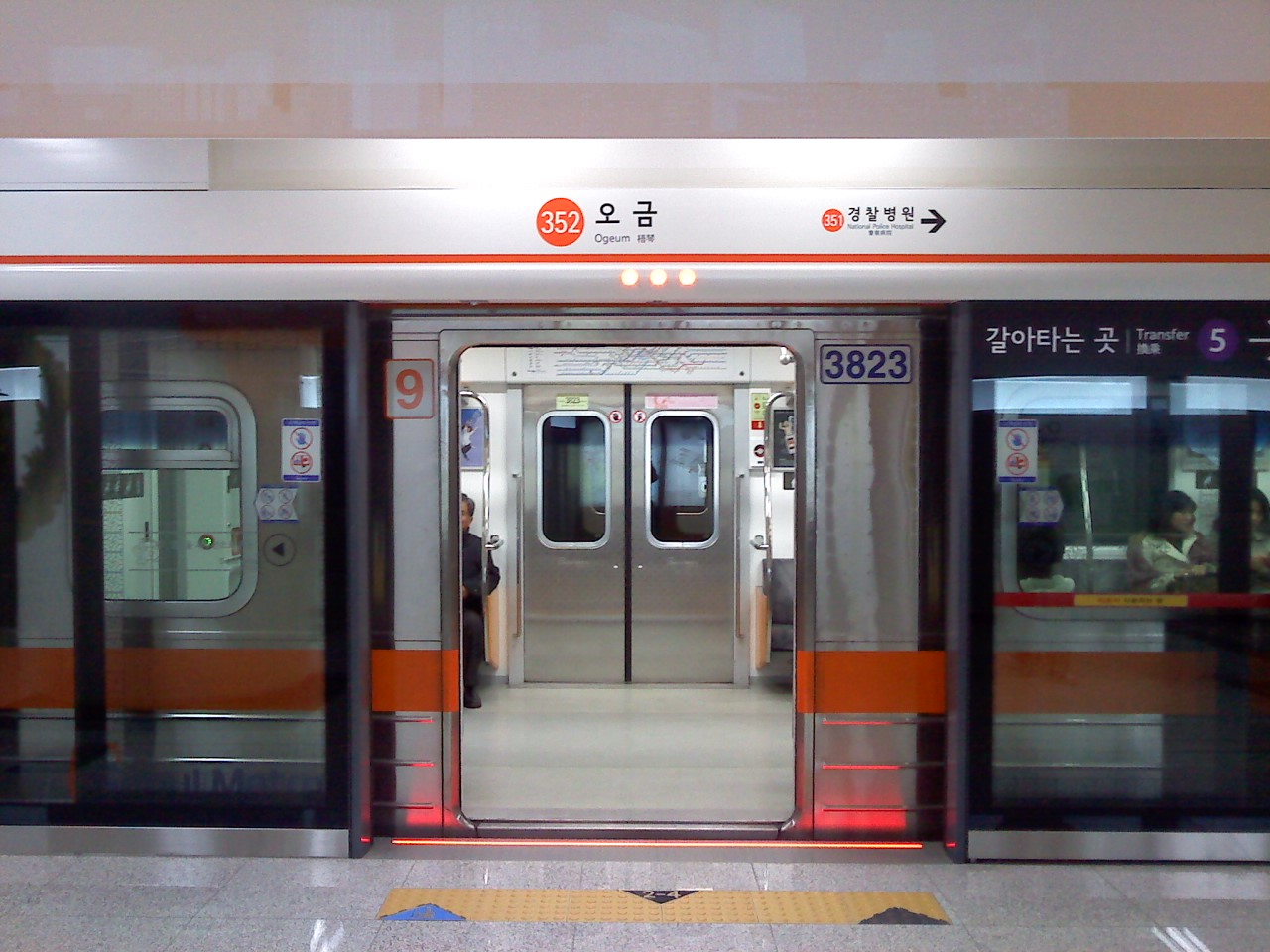
3호선 대화 방향 승강장 스크린도어(서울메트로 시절)
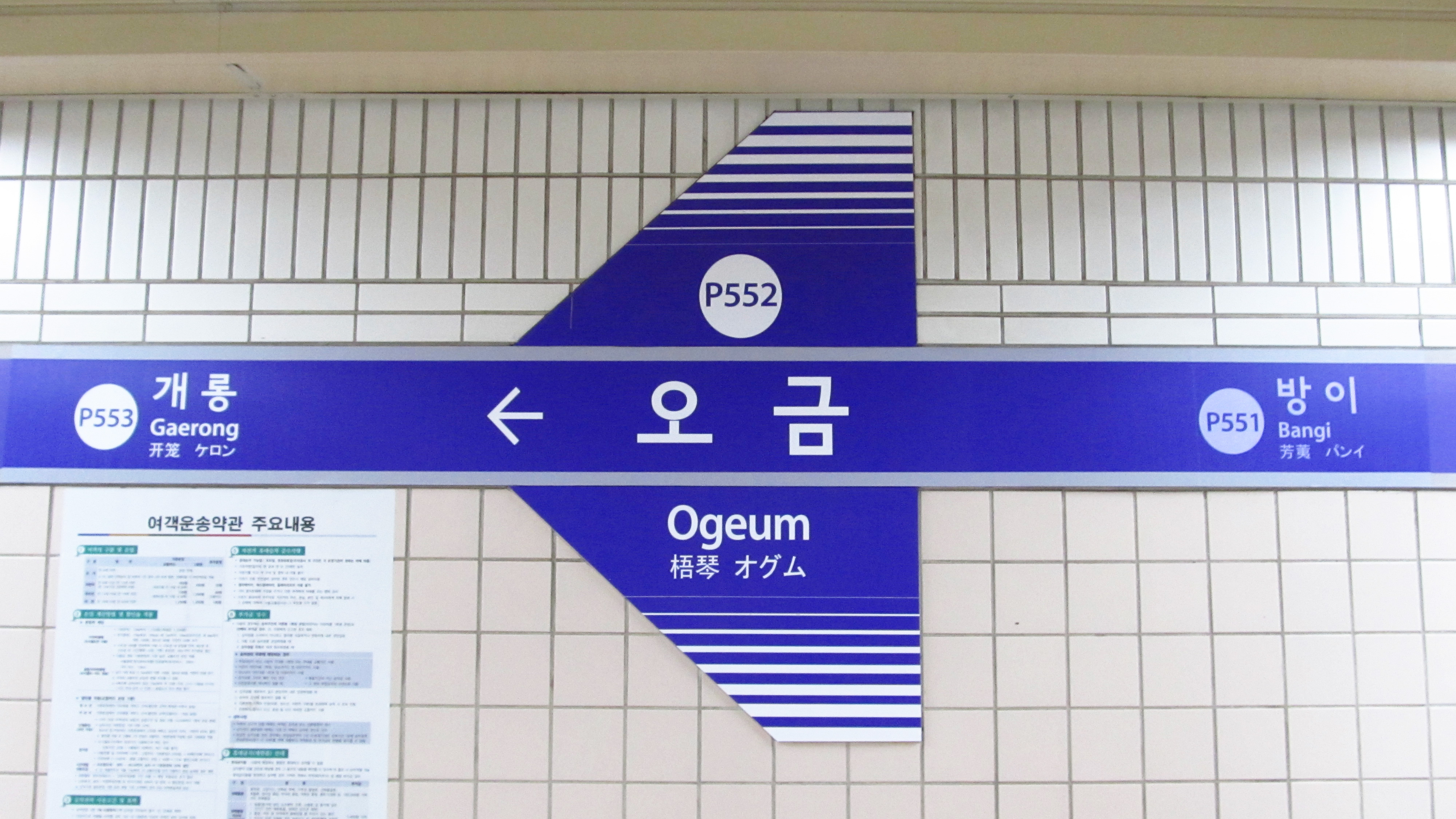
5호선 마천 방향 역명판
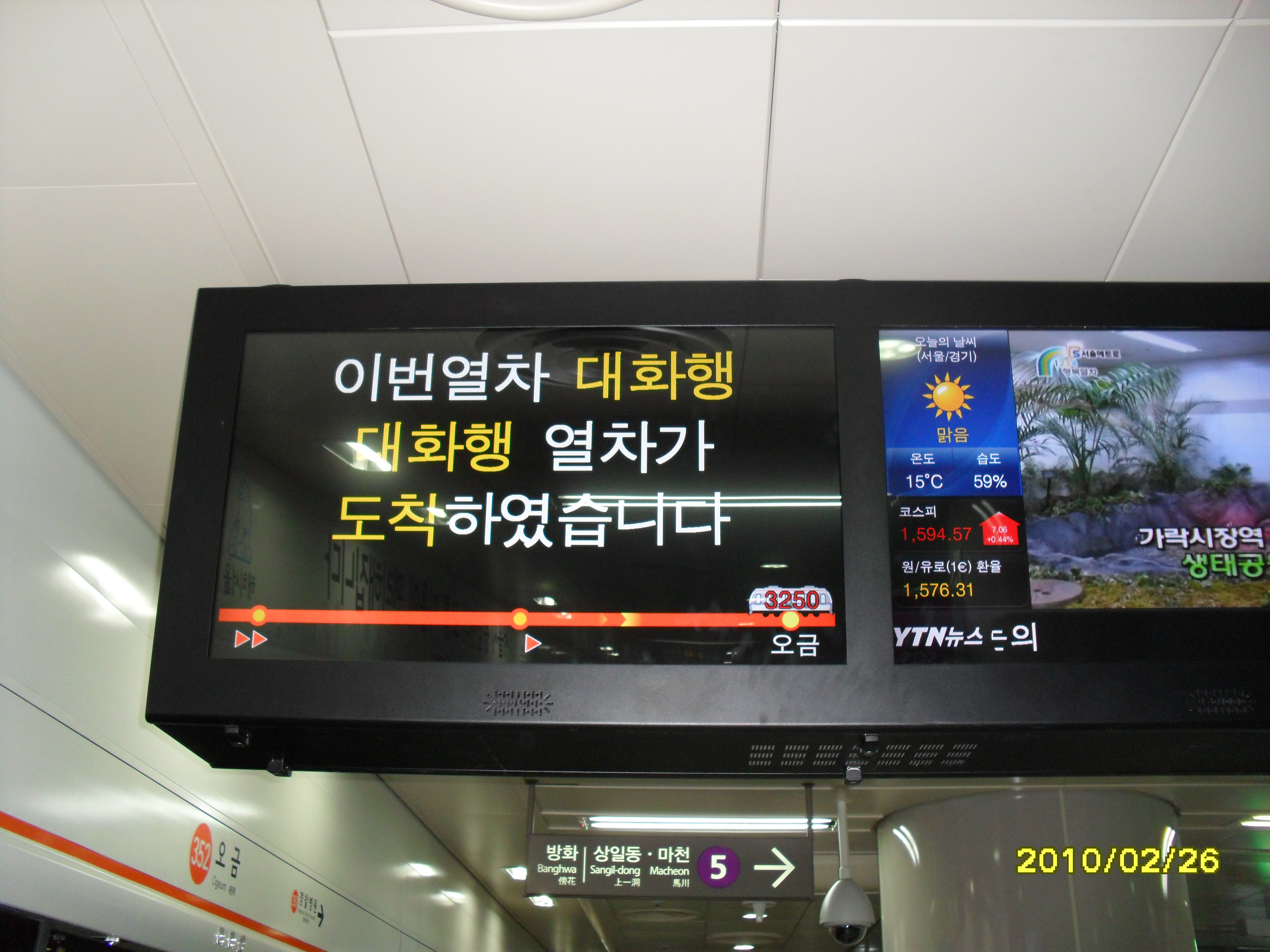
3호선 대화 방향 승강장 안내표시기(서울메트로 시절)
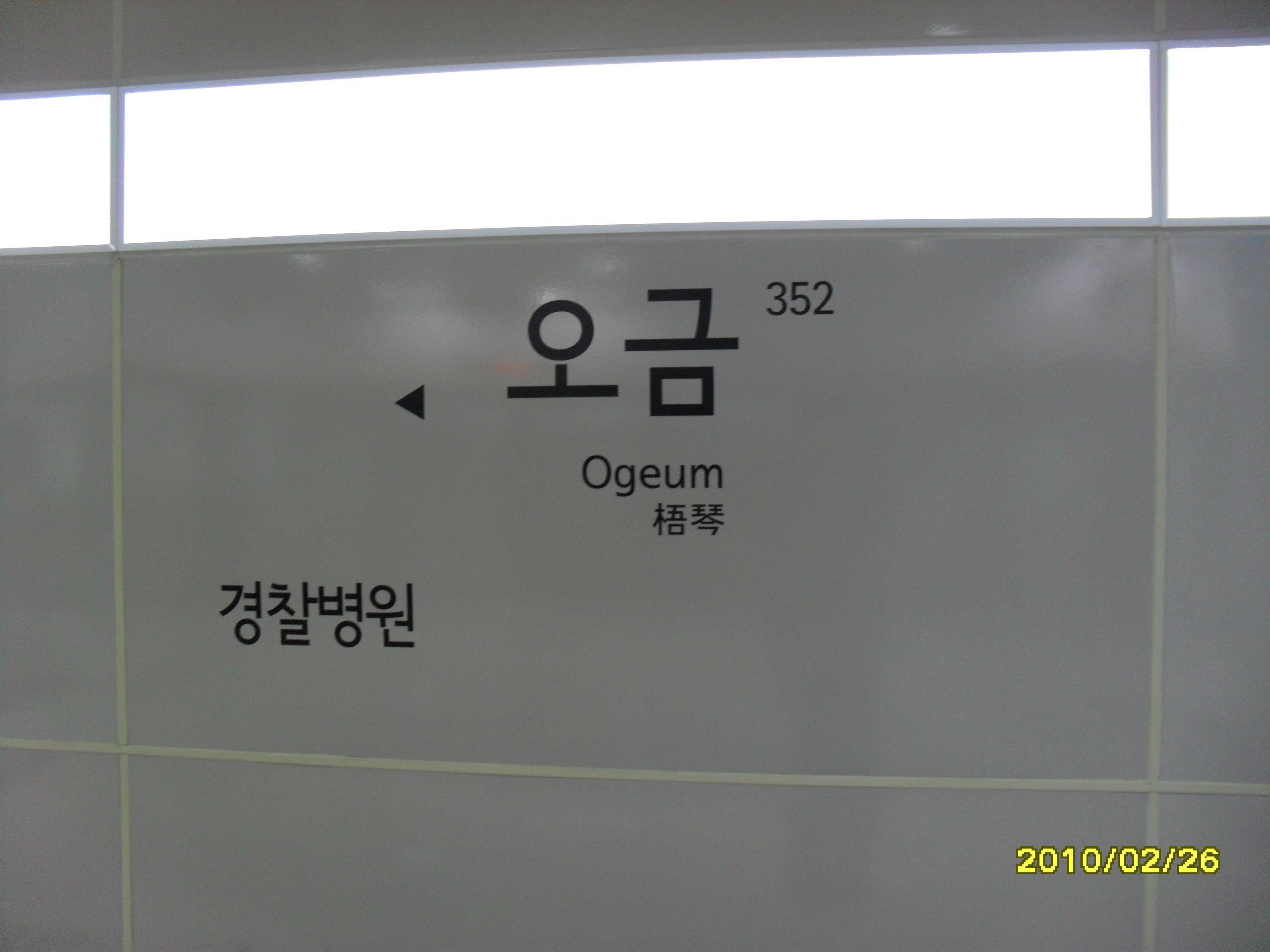
3호선 역명판

## 이용객 변동
3호선의 2010년 자료는 개통일인 2010년 2월 18일(목요일)부터 12월 31일(금요일)까지인 317일 기준으로 환산한 것이다.
| 노선  | 노선    | 일평균 인원수 (명/일) | 일평균 인원수 (명/일) | 일평균 인원수 (명/일) | 일평균 인원수 (명/일) | 일평균 인원수 (명/일) | 일평균 인원수 (명/일) | 일평균 인원수 (명/일) | 일평균 인원수 (명/일) | 일평균 인원수 (명/일) | 일평균 인원수 (명/일) | 각주  |
| 노선  | 노선    | 2000년                | 2001년                | 2002년                | 2003년                | 2004년                | 2005년                | 2006년                | 2007년                | 2008년                | 2009년                | 각주  |
| ----- | ------- | --------------------- | --------------------- | --------------------- | --------------------- | --------------------- | --------------------- | --------------------- | --------------------- | --------------------- | --------------------- | ----- |
| 3호선 | 승차    | 미개통                | 미개통                | 미개통                | 미개통                | 미개통                | 미개통                | 미개통                | 미개통                | 미개통                | 미개통                | [ 5 ] |
| 3호선 | 하차    | 미개통                | 미개통                | 미개통                | 미개통                | 미개통                | 미개통                | 미개통                | 미개통                | 미개통                | 미개통                | [ 5 ] |
| 3호선 | 승·하차 | 미개통                | 미개통                | 미개통                | 미개통                | 미개통                | 미개통                | 미개통                | 미개통                | 미개통                | 미개통                | [ 5 ] |
| 5호선 | 승차    | 4,148                 | 4,496                 | 4,531                 | 4,560                 | 4,699                 | 4,674                 | 4,598                 | 4,549                 | 4,606                 | 4,667                 | [ 6 ] |
| 5호선 | 하차    | 4,009                 | 4,359                 | 4,387                 | 4,453                 | 4,667                 | 4,690                 | 4,621                 | 4,621                 | 4,729                 | 4,813                 | [ 6 ] |
| 5호선 | 승·하차 | 8,157                 | 8,855                 | 8,918                 | 9,013                 | 9,366                 | 9,364                 | 9,219                 | 9,169                 | 9,335                 | 9,480                 | [ 6 ] |
| 노선  | 노선    | 2010년                | 2011년                | 2012년                | 2013년                | 2014년                | 2015년                | 2016년                | 2017년                | 2018년                |                       |       |
| 3호선 | 승차    | 4,255                 | 5,977                 | 6,498                 | 6,911                 | 6,972                 | 6,739                 | 6,822                 | 6,907                 | 7,060                 |                       |       |
| 3호선 | 하차    | 3,834                 | 5,318                 | 5,674                 | 6,009                 | 6,123                 | 5,967                 | 6,093                 | 6,197                 | 6,336                 |                       |       |
| 3호선 | 승·하차 | 8,089                 | 11,295                | 12,172                | 12,920                | 13,095                | 12,706                | 12,915                | 13,104                | 13,396                |                       |       |
| 5호선 | 승차    | 4,115                 | 4,072                 | 4,092                 | 4,012                 | 4,018                 | 3,925                 | 3,772                 | 3,654                 | 3,572                 |                       |       |
| 5호선 | 하차    | 4,277                 | 4,209                 | 4,199                 | 4,094                 | 4,051                 | 3,921                 | 3,745                 | 3,638                 | 3,537                 |                       |       |
| 5호선 | 승·하차 | 8,392                 | 8,280                 | 8,292                 | 8,106                 | 8,069                 | 7,846                 | 7,517                 | 7,292                 | 7,109                 |                       |       |

## 인접한 역
| 서울 지하철 3호선      | 서울 지하철 3호선   | 서울 지하철 3호선   |
| ---------------------- | ------------------- | ------------------- |
| 351 경찰병원 대화 방면 | ● 수도권 전철 3호선 | 시·종착역           |
| 마천지선               |                     |                     |
| P551 방이 방화 방면    | ● 수도권 전철 5호선 | P553 개롱 마천 방면 |